# Komin hydrotermalny

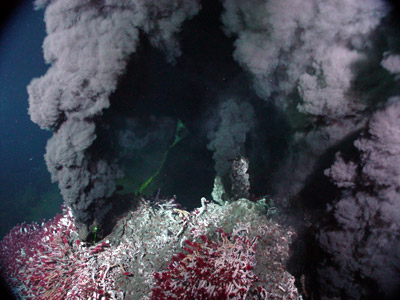
Komin hydrotermalny typu black smoker

Komin hydrotermalny – szczelina w powierzchni planety, przez którą wydostaje się ciepła woda (geotermalna). Kominy spotyka się często w miejscach aktywnych wulkanicznie, rejonach rozsuwania się płyt tektonicznych na dnie basenów oceanicznych i w pobliżu plam gorąca. Ich istnienie wynika z geologicznej aktywności Ziemi połączonej z obecnością dużych ilości wody, zarówno na powierzchni, jak i pod skorupą. Pospolite lądowe rodzaje kominów obejmują ciepłe źródła, fumarole i gejzery. Pod wodą występują tzw. czarne i białe kominy (ang. black smokers, white smokers). W porównaniu z większością obszarów głębin morskich kominy wyróżniają się produktywnością biologiczną. Często stanowią dom złożonych zbiorowości istot żywych, czerpiących energię ze związków chemicznych rozpuszczonych w wodzie dostarczanych przez komin. Chemosyntetyzujące bakterie i archeony stanowią podstawę łańcucha pokarmowego, dostarczając pokarmu różnorodnym organizmom, jak Riftia pachyptila, małże, ślimaki i krewetki. Uważa się, że aktywne kominy hydrotermalne mogą istnieć również na Europie, księżycu Jowisza. Spekulowano także na temat istnienia tych form na Marsie w przeszłości.

## Własności fizyczne

Diagram fazowy, na którym zieloną linią przerywaną oznaczono anomalne zachowanie wody. Zielona linia symbolizuje temperaturę krzepnięcia, a niebieska temperaturę wrzenia, co pokazuje ich zależność od ciśnienia

Kominy hydrotermalne w oceanicznej głębi typowo tworzą się wzdłuż grzbietów oceanicznych, takich jak Grzbiet Wschodniopacyficzny czy Grzbiet Śródatlantycki. Na tych obszarach dwie płyty tektoniczne rozdzielają się, a pomiędzy nimi powstaje nowa skorupa ziemska.
Płyn wydobywający się z dna morza przez komin składa się głównie z wody morskiej wciągniętej do struktury wulkanicznej poprzez uskoki i porowate osady warstwy wulkanicznej, dochodzi do tego pewna ilość wody wulkanicznej wydzielanej przez wypływającą magmę. W przypadku kominów lądowych większość wody krążącej w systemie fumaroli czy gejzerów stanowią woda opadowa i gruntowa, które uległy przesączaniu w dół do systemu termalnego z powierzchni, ale jest tu też pewna ilość wody metamorficznej, magmatycznej i stworzonej dzięki osadom solanki wydzielanej przez magmę. Proporcje wymienionych składników zmieniają się w zależności od lokalizacji.
Woda na takich głębokościach ma przeciętnie 2 °C, podczas gdy woda wydobywająca się z kominów cechuje się temperaturą z zakresu od 60 do nawet 464 °C. Z powodu wysokiego ciśnienia hydrostatycznego woda może tam istnieć w stanie ciekłym bądź nadkrytycznym. Punkt krytyczny czystej wody wynosi 375 °C dla ciśnienia 218 atmosfer. Na głębokości 3000 metrów ciśnienie słupa cieczy wynosi ponad 300 atmosfer, jednak słona woda jest gęstsza od słodkiej. Przy tej głębokości i ciśnieniu woda morska wchodzi w stan nadkrytyczny w temperaturze 407 °C. Jednak wzrost zasolenia na tej głębokości przybliża wodę do jej punktu krytycznego. Wobec tego woda wydobywająca się z komina hydrotermalnego może być płynem nadkrytycznym, o właściwościach pośrednich pomiędzy gazem i cieczą. Prócz przegrzania woda ta jest także bardzo kwaśna, jej pH często wynosi około 2,8, jak w przypadku octu.
Do grupy czarnych kominów należą Sister Peak (Comfortless Cove Hydrothermal Field (4°48′S, 12°22′W), wysokość 2996 m pod poziomem morza), Shrimp Farm i Mephisto (Red Lion Hydrothermal Field (4°48′S, 12°23′W), 3047 m pod poziomem morza). Leżą one w obrębie Grzbietu Śródatlantyckiego w pobliżu Wyspy Wniebowstąpienia. Uważa się je za aktywne od trzęsienia ziemi w tym regionie w 2002. Zaobserwowano wydostawanie się przez szczeliny przypominających pary płynów rozdzielonych fazowo. W 2008 zanotowano temperaturę wyjściową do 407 °C, podczas gdy szczytowa wynosiła do 464 °C. Takie warunki termodynamiczne przekraczają punkt krytyczny wody morskiej, są to najwyższe wartości temperatury dna morskiego odnotowane do tej pory. Stanowią pierwszy odnotowany dowód bezpośredniego oddziaływania magmatyczno-hydrotermalnego na powoli rozszerzającym się (spreading) grzbiecie śródoceanicznym.
Początkowe etapy formowania się komina rozpoczynają się depozycją minerału anhydrytu. Siarczki miedzi, żelaza i cynku odkładają się wtedy w szczelinach komina, czyniąc go mniej porowatym. Struktura rośnie, zanotowano dzienne zwiększanie się o wielkość rzędu 30 cm. W kwietniu 2007 wyprawa celem eksploracji szczelin głębokiego dna morskiego wybrzeża Fidżi uznała je za ważne źródło roztworzonego żelaza.

## Czarne kominy i białe kominy
Pewne szczeliny hydrotermalne tworzą mniej więcej cylindryczne struktury kominów. Tworzą je minerały rozpuszczone w płynie wydostającym się przez otwór. Gdy przegrzana woda wchodzi w kontakt z zimną wodą morską, minerały wytrącają się, ich cząsteczki przywierają do górnych części komina. Niektóre z kominów osiągać mogą 60 m wysokości. Przykład stanowi tu wieża zwana „Godzillą”, struktura na dnie Oceanu Spokojnego w pobliżu Oregonu wznosząca się na 40 m, nim się przewróciła.
Czarny komin to typ komina hydrotermalnego spotykany na dnie morza, typowo w abisalu i hadalu. Z wyglądu stanowią czarne, kominowate struktury, z których wydobywa się chmura czarnej substancji. Typowo emitują materiał o wysokiej zawartości minerałów zawierających siarkę czy siarczków. Tworzą się na powierzchni kilkuset metrów, gdzie przegrzana woda spod skorupy ziemskiej wydobywa się na powierzchnię, na dno oceaniczne. Wylewająca się z nich woda bogata jest w rozpuszczone składniki mineralne skorupy ziemskiej, z których za najistotniejsze uważa się siarczki. Gdy styka się z zimną wodą oceaniczną, wiele minerałów wytrąca się, tworząc czarną strukturę komina wokół szczeliny. Osadzone siarczki metali mogą stać się z czasem wulkaniczną rudą.
Białe kominy odkryto w 1977 na Grzbiecie Wschodniopacyficznym, czego dokonali naukowcy ze Scripps Institution of Oceanography. Obserwowali je specjalnym pojazdem osiągającym duże głębokości, nazwanym Alvin, należącym do Woods Hole Oceanographic Institution. Obecnie wiadomo, że czarne kominy występują na Pacyfiku i Atlantyku, na średniej głębokości 2100 m. Najbardziej wysunięty na północ jest kompleks pięciu kominów nazwany Loki’s Castle („zamek Lokiego”), odkryty w 2008 przez naukowców z bergeńskiego uniwersytetu Universitetet i Bergen. Leży na 73°N na Grzbiecie Śródatlantyckim, między Norwegią a Grenlandią. Te czarne kominy budzą zainteresowanie naukowców, bowiem leżą w najstabilniejszym obszarze skorupy ziemskiej, gdzie panują najmniejsze naprężenia tektoniczne i w konsekwencji pola kominów hydrotermalnych są rzadsze. Najgłębiej położone czarne kominy leżą w Rowie Kajmańskim, 5000 m poniżej poziomu morza
Białe kominy to szczelina emitująca jaśniejsze minerały, zawierające bar, wapń i krzem. Cechuje się też tendencją do niższych temperatur. Te alkaliczne hydrotermalne szczeliny także tworzą nieprzerwanie tioestry acetylowe, zapewniając cząsteczki startowe dla bardziej skomplikowanych molekuł organicznych, jak też energię dla ich syntezy. Mikroskopijne komórki tych zasadowych kominów tworzą idealne warunki do powstania życia

## Biocenoza

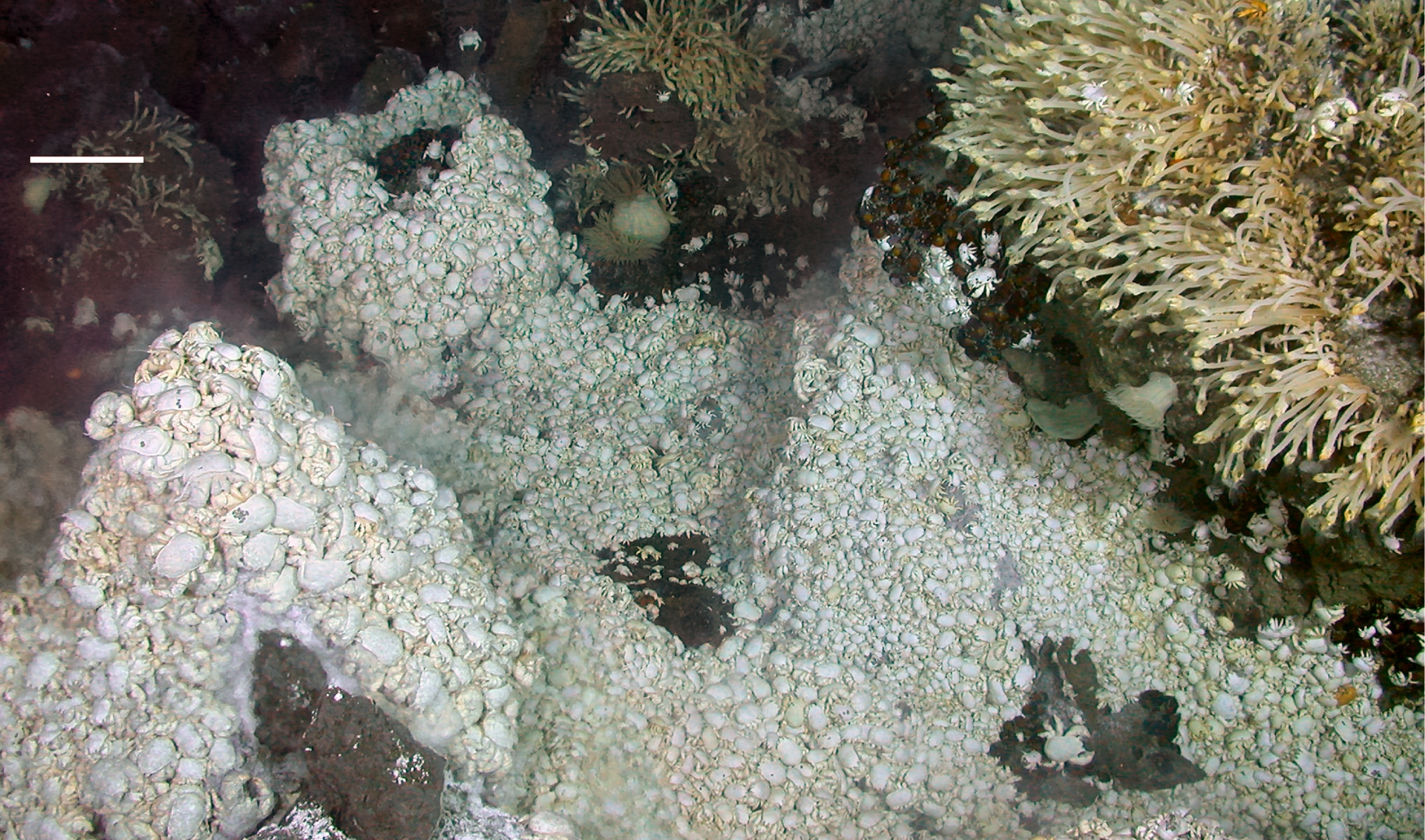
Niektóre kominy otacza liczna fauna

Życie tradycyjnie rozpatrywano jako bazujące na energii dostarczanej przez słońce. Jednak organizmy głębin morskich nie dysponują dostępem do światła słonecznego. Zależą więc od składników odżywczych zgromadzonych w osadach chemicznych i płynach hydrotermalnych, wśród których żyją. Wcześniej oceanografowie bentosowi przypuszczali, że żyjące w okolicy kominów organizmy zależą od opadu detrytusu z wyższych warstw, tzw. śnieg morski, jak stworzenia zamieszkujące inne głębie. To czyniło by je zależnymi od roślin i zaliczałoby je do życia zależnego od słońca. Pewne organizmy kominów hydrotermalnych rzeczywiście spożywają ten „opad”, ale jako jedyne byłyby one bardzo rzadkie. Natomiast w porównaniu z otaczającym dnem morskim strefy kominów hydrotermalnych cechuje się 10 000-100 000 razy większym zagęszczeniem organizmów żywych.
Zbiorowiska kominów hydrotermalnych potrafią utrzymać tak obszerne nagromadzenie życie, ponieważ bytujące tam organizmy zależą od pokarmu w postaci bakterii chemosyntezujących. Wydobywająca się z komina woda obfituje w rozpuszczone minerały i dostarcza je dużym populacjom bakterii chemoautotroficznych. Zużywają one związki siarki, zwłaszcza siarkowodór, substancję wysoce toksyczną dla większości znanych organizmów, by produkować substancje organiczne w procesie chemosyntezy.
Bakterie chemosyntezujące tworzą grube maty przyciągające inne organizmy, jak obunogi i widłonogi, pasące się bezpośrednio na bakteriach. Większe stworzenia, jak ślimaki, krewetki, kraby, rurkoczułkowce, ryby i ośmiornice tworzą łańcuch pokarmowy w oparciu o zależność ekologiczną pomiędzy drapieżcą i ofiarą ponad konsumentami I rzędu. Główne grupy organizmów spotykane na dnie morza to pierścienice, rurkoczułkowce, mięczaki i skorupiaki. Bogactwo organizmów niemikrobowych stanowią wielkie małże, rurkoczułkowce i bezokie krewetki.
Wielkie rurkoczułkowce mogą osiągać aż 2 metry wysokości. Stanowią ważną część ekosystemu wokół kominów. Nie mają ust ani przewodów pokarmowych. Podobnie jak robaki pasożytnicze, wchłaniają substancje odżywcze produkowane przez bakterie w ich tkankach. W uncji tkanki rurkoczułkowca bytuje około 285 miliardów bakterii. Ich czerwone pierzaste wyrostki zawierają hemoglobinę. Białko to po połączeniu z siarkowodorem transportuje go w kierunku bakterii zamieszkujących ciało rurkoczułkowca. W zamian prokarionty odżywiają go związkami węgla. Dwa gatunki żyjące przy kominach hydrotermalnych to Tevnia jerichonana i Riftia pachyptila. Jedna odkryta społeczność nazywana Eel City („miasto węgorzy”) składa się głównie z węgorzokształtnych. Choć węgorzokształtne nie należą do rzadkości, w kominach dominują typowo bezkręgowce. Eel City leży w okolicy stożka wulkanicznego Nafanua volcanic w Samoa Amerykańskim
Inne przykłady unikalnej fauny zamieszkującej omawiany ekosystem to mięczak Crysomallon squamiferum, gatunek ślimaka o nodze uzbrojonej łuskami z żelaza i substancji organicznych, jak też Alvinella pompejana, zdolna do wytrzymania w temperaturze do 80 °C.
W 1993 znano już ponad 100 gatunków mięczaków występujących w kominach hydrotermalnych. Odkryto w nich ponad 300 nowych gatunków. Wiele z nich to gatunki siostrzane do innych, znalezionych w odizolowanych geograficznie obszarach z kominami. Zaproponowano, że zanim płyta północnoamerykańska przedzieliła grzbiet śródoceaniczny, istniał pojedynczy biogeograficzny region kominów we wschodnim Pacyfiku. Późniejsza bariera uniemożliwiająca kontakt rozpoczęła różnicowanie gatunków z odmiennych lokalizacji. Przykłady konwergencji pomiędzy odrębnymi kominami wspiera tezę o selekcji naturalnej i teorię ewolucji w ogóle.

Cykl biogeochemiczny komina w głębinie morskiej

Choć życie na takich głębokościach spotyka się rzadko, czarne kominy stanowią centra całego ekosystemu. Nie występuje tu światło słoneczne, więc wiele organizmów, jak archeony i ekstremofile zamieniają przy użyciu ciepła metan i związki siarki pochodzące z komina w energię w procesie zwanym chemosyntezą. Bardziej złożone formy życia, jak małże i rurkoczułkowce, pasą się na nich. Organizmy stanowiące podstawę łańcucha pokarmowego odkładają także materiał u podstawy komina, zamykając biologiczne koło życia.
Gatunki bakterii fototroficznych znaleziono w okolicy czarnego komina przy wybrzeżu Meksyku na głębokości 2500 m pod poziomem morza. Tak głęboko nie docierają już żadne promienie słońca. W zamian bakterie wchodzące w skład rodziny Chlorobiaceae wykorzystują słaby blask komina do przeprowadzania fotosyntezy. Jest to pierwszy odkryty w naturze organizm używający do fotosyntezy wyłącznie światła innego, niż słoneczne.
W sąsiedztwie czarnych kominów cały czas są odkrywane nowe i niezwykłe gatunki. Wieloszczet Alvinella pompejana odkryty został w latach osiemdziesiątych, a Chrysomallon squamiferum w 2001 podczas ekspedycji badające pole kominów Kairei na Oceanie Indyjskim. Ten ostatni wykorzystuje siarczki żelaza (piryt i greigit) zamiast węglanu wapnia do budowy swych skórnych sklerytów. Ekstremalnemu ciśnieniu 2,5 km słupa wody (średnio 25 megapaskali bądź 250 atmosfer) przypisuje się rolę w stabilizacji siarczku żelaza dla procesów biologicznych. Takie uzbrojenie prawdopodobnie chroni przed toksycznymi zębami (radula) drapieżnych ślimaków tej biocenozy.

## Poglądy biologiczne
Choć kominy hydrotermalne odkryto stosunkowo niedawno, waga tego odkrycia w nauce rośnie. Wspiera ono nowe hipotezy biologiczne i bioatmosferyczne.

### The Deep Hot Biosphere
Na początku swej pracy z 1992 o tytule The Deep Hot Biosphere, Thomas Gold odwołał się do szczelin oceanicznych, by wesprzeć swój pomysł, wedle którego niskie tereny Ziemi są bogate w materiał biologiczny, który znajduje swą drogę ku powierzchni. Później rozszerzył swój pomysł w książce The Deep Hot Biosphere.
Artykuł o abiogenicznej produkcji węglowodorów w Science w lutym 2008 wykorzystał dane z eksperymentów z pola kominów Lost City do określenia, jak synteza abiotyczna niskocząsteczkowych węglowodorów z pochodzącego z płaszcza dwutlenku węgla może zachodzić w obecności skał ultrazasadowych, wody i umiarkowanych ilości ciepła.

### Pochodzenie życia
Günter Wächtershäuser zaproponował iron–sulfur world theory („teoria świata żelazowo-siarkowego”) w której zasugerował, że życie mogło powstać w kominach hydrotermalnych. Wächtershäuser zaproponował wczesną formę metabolizmu wyprzedzającą genetykę. Rozumiał przez to cykl reakcji chemicznych wydzielający energię w formie, która mogła być sprzężona z innymi procesami.
Zaproponowano też, że synteza aminokwasów mogła pojawić się głęboko w skorupie ziemskiej, a wytworzone tam związki były wyrzucane wraz z cieczą hydrotermalną do chłodniejszej wody, gdzie niższa temperatura i obecność minerałów ilastych wsparły tworzenie się peptydów i protokomórek. Jest to atrakcyjna hipoteza z uwagi na obfitość metanu i amoniaku w regionach kominów hydrotermalnych, warunków takich nie przewiduje się w pierwotnej atmosferze Ziemi. Większym ograniczeniem hipotezy jest niestabilność cząsteczek organicznych w wysokich temperaturach. Zasugerowano jednak, że życie powstało na zewnątrz stref najgorętszych. Istnieją liczne gatunki ekstremofili i innych organizmów żyjących obecnie wokół szczelin na dnie głębokiego oceanu, co wskazuje, że scenariusz jest możliwy.

## Eksploracja
W 1949 wyprawa głębinowa odnotowała niezwykle ciepłą solankę w środkowej części Morza Czerwonego. Późniejsze prace z lat sześćdziesiątych XX wieku potwierdziły obecność ciepłej, sześćdziesięciostopniowej solanki i związanych z nią zasobnych w metale osadów. Ciepły roztwór wydostawał się z aktywnej podwodnej szczeliny ryftowej. Wysoko zasolony charakter wody nie stwarzał przyjaznych warunków organizmom żywym. Solanki i związane zeń osady są obecnie badane jako źródło drogocennych kopalin i metali.
Oparty na chemosyntezie ekosystem podmorskich kominów hydrotermalnych odkryto na ryfcie, odnodze Grzbietu Wschodniopacyficznego, w 1977 dzięki grupie morskich geologów pod kierunkiem Corlissa z Oregon State University. W 1979 biolodzy wrócili na obszar ryftu i użyli DSV Alvin, podwodnego instrumentu Office of Naval Research z Woods Hole Oceanographic Institute, by obejrzeć społeczności istot żywych egzystujące wokół kominów. W tym samym roku Peter Lonsdale opublikował swą pierwszą publikację o życiu wokół kominów.
W 2005 firma wydobywcza Neptune Resources NL zdobyła prawa do eksploatacji złóż na obszarze 35 000 km² w pobliżu łuku wyspowego Kermadec w nowozelandzkiej wyłącznej strefie ekonomicznej. Obiektem jej zainteresowania są złoża SMS (Seafloor Massive Sulfides, „masywne złoża siarczków na dnie morza”), potencjalnie nowe źródło siarczków ołowiu, cynku i miedzi, utworzone na obszarach dzisiejszych kominów hydrotermalnych. Odkrycie kominów w przybrzeżnym obszarze Kostaryki na Oceanie Spokojnym zostało ogłoszone w kwietniu 2007. Obszarowi nadano nazwę pola kominów hydrotermalnych Meduza, od imienia potwora o wężowych włosach z mitologii greckiej. Pole kominów Ashadze (13°N na Grzbiecie Śródatlantyckim, głębokość 4200 m p.p.m.) to najgłębsze znane wysokotemperaturowe pole kominów hydrotermalnych aż do 2010, kiedy odkryto miejsce Piccard site (18°33′N, 81°43′W, głębokość 5000 m p.p.m.). Odkrycia dokonała grupa naukowców z NASA Jet Propulsion Laboratory i Woods Hole Oceanographic Institute. Leży ono na mierzącym 110 km długości, ultrawolno rozszerzającym się Mid-Cayman Rise w Rowie Kajmańskim.

## Eksploatacja
Kominy hydrotermalne mogą w pewnych warunkach doprowadzić do uformowania się eksploatowanych złóż minerałów poprzez odkładanie się na dnie morza obszernych depozytów siarczków. Świetny przykład stanowi Mount Isa w Queensland w Australii.
Niedawno kompanie eksploatujące zasoby mineralne w związku z rosnącymi cenami w sektorze metali w środku I dekady XXI wieku zmieniły swe zainteresowania, kierując je ku wydobyciu minerałów z kominów hydrotermalnych dna morskiego. Znaczne zmniejszenie kosztów wydaje się teoretycznie możliwe.
Obecnie dwie firmy zaangażowały się w wydobycie siarczków z dna morza. Nautilus Minerals jest na zaawansowanym etapie komercyjnego wydobycia osadów Solwarra w Archipelagu Bismarcka. Neptune Minerals jest na wcześniejszym etapie, pracuje nad osadami Rumble II West w okolicy wysp Kermadec. Obie firmy planują użycie zmodyfikowanych już istniejących technologii. Nautilus Minerals w partnerstwie z Placer Dome (obecnie częścią Barrick Gold) udało się w 2006 wydobyć 10 ton metrycznych SMS na powierzchnię. Neptune Minerals w 2007 udało się wydobyć próbki osadów SMS z użyciem zmodyfikowanej technologii wykorzystującej pompę ssącą na ropę, zamontowaną na ROV. Oba osiągnięcia zdarzyły się po raz pierwszy na świecie.
Potencjalne górnictwo dna morskiego wiąże się z wpływem na środowisko naturalne. Wymienia się tutaj smugi pyłu machin górniczych zagrażające organizmom filtrującycm, przewracające się bądź otwierające kominy, uwalnianie klatratów metanu, a nawet suboceaniczne ześlizgiwanie się lądu.

## Ochrona
Ochrona kominów hydrotermalnych stała się przedmiotem dość gorącej dyskusji Oceanographic Community przez ostatnie 20 lat. Zauważono, że być może w największym stopniu do zagłady tych rzadkich siedlisk przyczyniają się naukowcy. Starano się więc uzyskać zgodę wśród badaczy, nie ma jednak międzynarodowych wiążących aktów prawnych w tej sprawie.